# Bounkani
Bounkani est une région de la Côte d'Ivoire située dans le district du Zanzan.
Son chef-lieu est Bouna.

## Démographie
En 2021, sa population est de 427 037 habitants.
| Année | Population |
| ----- | ---------- |
| 2014  | 267 167    |
| 2021  | 427 037    |